# لا ویکتوریا (بویاکا)
لا ویکتوریا (انگلیسی: La Victoria, Boyacá) یک منطقهٔ مسکونی در کلمبیا است.